# Création monétaire
La création monétaire, ou émission monétaire, est le processus par lequel la masse monétaire d’une zone économique (comme la zone euro ou celle du dollar américain) est augmentée.
Par le passé, les gouvernements et les banques centrales (BC) avaient de facto le monopole de création monétaire via l'émission de pièces (monnaies métalliques). Ce système permettait dans une certaine mesure aux États de se financer, grâce aux revenus de seigneuriage.
Dans l'économie moderne où la monnaie est majoritairement scripturale, la création monétaire est aujourd'hui largement conduite par les banques privées, via l'émission de crédits,. En effet, lorsqu'un crédit est accordé, la banque crée la monnaie nécessaire à ce crédit par un simple jeu d'écriture dans un livre comptable,. Ce système est parfois appelé le système de réserves fractionnaires. Cette création monétaire est néanmoins contrôlée et limitée par la politique monétaire des banques centrales ou encore les ratios de capitaux fixés par les autorités de supervision bancaire (tels le comité de Bâle).
Pendant longtemps, les gouvernements bénéficiaient de la création monétaire grâce au financement monétaire direct des dépenses budgétaires par les banques centrales (que l'on appelle péjorativement « la planche à billets »). Cette pratique est désormais strictement interdite en zone euro (article 123 du traité de Lisbonne).
Depuis 2008, la plupart des banques centrales ont lancé de vastes programmes de création monétaire (l'assouplissement quantitatif), mais cette création monétaire se fait par le rachat d'actifs financiers aux banques commerciales. L'assouplissement quantitatif constitue essentiellement une création de « monnaie centrale », qui n'est utilisée que par les banques commerciales.
À moindre échelle, la création monétaire est également générée dans le cadre de paiements internationaux. Par exemple, lorsqu'une entreprise reçoit un virement de l'étranger en devise étrangère (en contrepartie d'une exportation de biens ou de services, par exemple), la banque qui tient son compte va créditer ce compte en euro par création monétaire, et va acquérir une créance sur le pays étranger en question.

## Création monétaire par la banque centrale
Les banques centrales ont le pouvoir de créer deux types de monnaies : la monnaie fiduciaire (pièces et billets) ainsi que les réserves (aussi appelées monnaie centrale ou monnaie de base).

### Pièces et billets
Les monnaies ayant une valeur propre égale à leur valeur nominale, comme les pièces de métal précieux ayant quasiment disparu, il ne reste aujourd'hui que des monnaies fiduciaires, telles que les pièces et les billets.
D'un point de vue comptable, les billets émis par la banque centrale ne sont rien d'autre qu'une reconnaissance de dette au porteur, inscrits à son passif quand elle les met en circulation. Chaque billet valant par définition son montant nominal, la banque centrale peut émettre autant de billets qu'elle veut sans déséquilibrer son bilan.
Chaque pièce ou billet matérialise ainsi une promesse de pouvoir disposer du bien que la monnaie représente. L'émission n'est plus contrainte par un élément physique (ce qui est le cas pour les devises modernes depuis l'abandon de l'étalon de change or).
Aujourd'hui, la création de pièces et de billets par la banque centrale est essentiellement effectuée en fonction de la demande par le secteur bancaire, et en échange de monnaie centrale. L'effet de la création de pièces et de billets sur la masse monétaire globale est donc relativement limité, voire nul.

### Financement monétaire public
Le financement monétaire (ou monétisation de dette) consiste pour une banque centrale à financer directement le budget du gouvernement central. Ce processus est parfois appelé péjorativement la « planche à billets ». Elle fait référence aux processus de production de monnaie physique, mais en pratique il s'agit aujourd'hui plus d'écriture comptable.

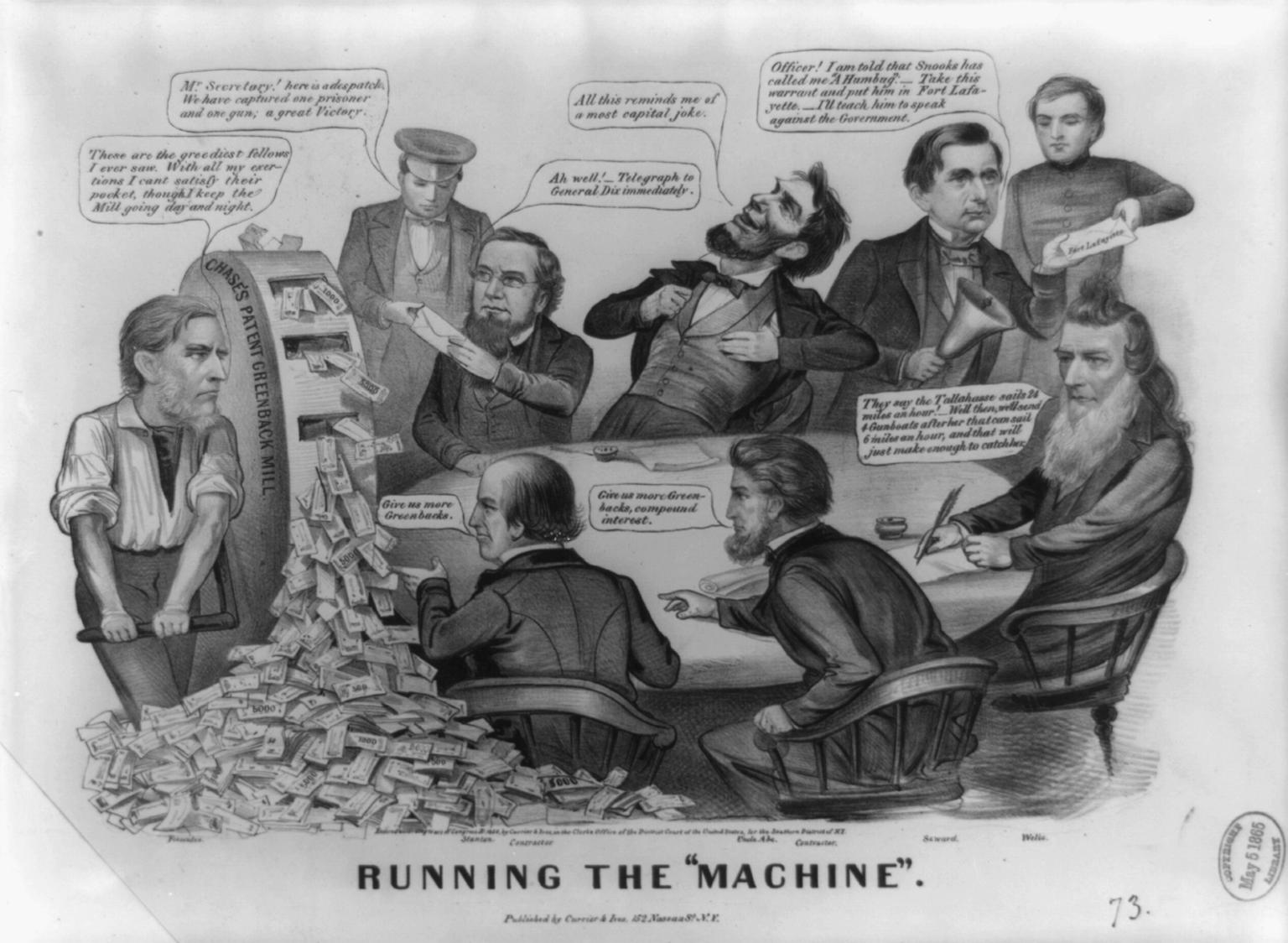
La planche à billets : caricature visant la politique inflationniste de l'administration Lincoln pour soutenir les dépenses de guerre après la défaite des Nordistes à.

La capacité des États et des banques centrales à créer massivement de la monnaie ex nihilo est un outil économique puissant, qui peut contribuer à stimuler l'économie, mais peut également la déstabiliser durablement.
Les États ont fréquemment abusé de la création monétaire, par exemple pour financer des guerres coûteuses, avec souvent des conséquences graves sur l'économie notamment des crises hyperinflationnistes.
La crainte de ces abus a conduit la plupart des États à interdire le financement monétaire public : cette disposition est par exemple inscrite dans la Constitution allemande ou les traités de l'Union européenne (article 101 du traité CE, repris par l'article 123 du traité sur le fonctionnement de l'Union Européenne (TFUE) issu de la signature du traité de Lisbonne en 2007). Les déficits publics doivent donc être financés par emprunts – très majoritairement obligataires – auprès d'organismes privés, aux taux d'intérêt proposés par le marché.
La « planche à billets » n'a pas pour autant disparu. Si certains courants radicaux (libertarianisme, partisans de l'étalon or…) souhaiteraient interdire ou drastiquement limiter la création de monnaie, ou la confier à des acteurs non politiques, la plupart des économistes s'accordent à considérer qu'une création de monnaie contrôlée, accompagnée d'une inflation raisonnable, font partie du fonctionnement normal d'une économie.
Certains économistes notamment keynésiens considèrent que la relance monétaire (création massive de monnaie pour relancer l'économie) peut être un moyen de répondre aux dépressions économiques graves et que le risque d'inflation est soit surévalué, soit un moindre mal,.

## Création monétaire par les banques privées
Dans le système monétaire actuel, la monnaie est essentiellement scripturale (par exemple, 91 % dans la zone euro en 2017) : elle est créée par les banques par un jeu d'écritures, sur simple demande, et dans certaines limites, en échange d'une promesse de remboursement (émission d'un crédit bancaire). Il y a ainsi création monétaire lors de l'octroi d'un crédit, et destruction monétaire lors du remboursement de ce crédit.
La Banque d'Angleterre décrit ainsi ce phénomène :

« À chaque fois qu'une banque fait un prêt, elle crée simultanément un dépôt sur le compte en banque de l'emprunteur, créant ainsi de la nouvelle monnaie. »

Le président de la Banque centrale européenne Mario Draghi expliquait en 2016 que :

« La vaste majorité de la monnaie est émise par les banques privées – les dépôts bancaires. »

### Mécanisme
Lorsqu'une banque octroie un crédit à un particulier ou une entreprise, soit elle utilise les dépôts existants, soit elle passe par un processus de création monétaire. Elle a alors recours à un simple jeu comptable : elle inscrit dans son bilan une créance, ayant pour montant la somme qu'elle va prêter à son client, et augmente d'autant le compte de dépôt de son client. Le crédit venant alimenter le compte de dépôt du client, c'est l'expression « les crédits font les dépôts » qui est vraie et non l'inverse. On dit aussi parfois que la banque crée de l'argent « ex nihilo ». L'expression « les dépôts font les crédits » est, elle, appliquée lorsque la banque utilise les dépôts existants et ne passe pas par un processus de création monétaire.
Le jeu d'écriture comptable est le suivant :
- inscription de l'augmentation du dépôt du client (qui est, ici, le prêt de la banque à son client) au passif du bilan de la banque, la monnaie sur le compte du client étant due par la banque à son client ;
- inscription de la créance à l'actif du bilan de la banque, la monnaie due par le client étant considérée comme un actif de la banque.

Le remboursement d'un crédit à la banque correspond à une démonétisation : la part de monnaie correspondant au prêt initial est détruite, ayant pour effet de diminuer la masse monétaire. La part de monnaie correspondant aux intérêts revient à la banque.

### Théorie des réserves fractionnaires
Pour un article plus général, voir Effet multiplicateur du crédit.
Ce mécanisme a été pendant un temps décrit sous l'appellation de « système de réserves fractionnaires » ou le « multiplicateur monétaire ». Cette vision a pour caractéristique de penser la création de crédit comme contrainte par la quantité de réserve (monnaie de base) disponibles dans le marché interbancaire, et le niveau de réserves obligatoires. Selon cette vision, les banques « multiplient » la part de base monétaire dont elles disposent lorsqu'elles effectuent des crédits, ceci dans la limite de capacité d'effet de levier maximum.
Mais un nombre croissant (bien qu'encore marginal) de publications académiques,, nuancent voire rejettent aujourd'hui la validité de cette théorie, et avancent que les banques privées n'ont pas besoin de mobiliser des réserves en amont de l'émission d'un crédit. Autrement dit, les banques créent bien de la monnaie en émettant des crédits, mais cette création monétaire n'est pas contrainte par l'existence d'un taux de réserves obligatoires. Il n'y a donc pas non plus d'« effet multiplicateur de crédit ». En effet, le FMI explique : « Les banques centrales modernes poursuivent des objectifs de taux d'intérêt et doivent fournir autant de réserves que le système bancaire en demande pour ces objectifs. Ce fait va à l'encontre de la très populaire théorie bancaire du multiplicateur de dépôts, qui explique que les banques font des prêts en multipliant à répétition un montant initial de réserves de monnaies (monnaie centrale). » La Banque d'Angleterre explique également : « la demande de monnaie de base est plus certainement une conséquence qu'une cause de la création de crédit bancaire ». En conclusion, la Banque d'Angleterre affirme : « Certes, la théorie du multiplicateur de monnaie peut être une façon utile d'introduire la monnaie et le fonctionnement des banques dans les manuels d'économie, mais il ne constitue pas une façon correcte de décrire comment la monnaie est créée en réalité. Plutôt que de contrôler la quantité de réserves, les banques centrales mettent en place leur politique monétaire en fixant le prix des réserves, c'est-à-dire par les taux d'intérêt ».

### Contrôle et limites de la création monétaire par le crédit

#### Facteurs de l'évolution de la création monétaire par le crédit
Bien que les banques commerciales puissent, en théorie, créer du crédit sans limite, en pratique, la création monétaire globale des banques dépend de plusieurs facteurs :
- Du désir d'encaisse liquide des agents économiques qui dépend étroitement de leurs anticipations en matière de revenu, d'épargne, d'inflation ainsi que de l'idée qu'ils se font de la solidité des placements possibles.
- Des anticipations des banquiers qui, selon la conjoncture, privilégieront l'extension ou la défense de leur bilan.
- De l'action des autorités de régulation, par la réglementation ou par l'intervention.
- Des autres sources de création monétaire qui l'alimentent plus ou moins généreusement en dépôts (solde de balance des paiements, création monétaire par le trésor public là où elle est possible).

Cette complexité où la confiance et les facteurs psychologiques jouent un rôle important, explique l'instabilité associée à la création monétaire des banques et son rôle dans les mouvements de la conjoncture et dans le cycle économique.

#### Auto-régulation par le marché monétaire
Lorsqu’une banque prête de l'épargne préexistante ou crée de la nouvelle monnaie scripturale à la suite d'un crédit accordé, elle crédite le compte à vue de son client qui va dépenser cette monnaie, c'est-à-dire la virer aux comptes à vue de ses fournisseurs et salariés, une fraction seulement des comptes des bénéficiaires étant tenus par cette banque. À l'inverse, la banque peut recevoir, dans les comptes de dépôts de ses clients, les montants correspondant aux achats effectués par les clients d’autres banques.
Les banques doivent faire face aux fuites correspondantes aux besoins de monnaie banque centrale : réserves obligatoires (1 % dans la zone euro) et demande de monnaie fiduciaire (estimé en moyenne à 15 % des dépôts à vue, mais variable suivant les périodes et les lieux).
Si chaque banque accorde des crédits en fonction de ses parts de marché de dépôts, les fuites se compensent et le marché bancaire est équilibré. Mais si ce n'est pas le cas, pour ajuster leur trésorerie en monnaie banque centrale, les banques vont se tourner vers le marché monétaire (Euribor, par exemple) qui leur permettra de placer, auprès des autres banques et établissements financiers, leurs excédents ou d’obtenir d'eux le financement de leurs besoins de monnaie centrale, après compensation journalière des mouvements entre banques.
Les interventions de la banque centrale sur ce marché correspondent au « refinancement ».
Les opérations de la banque centrale sur les taux d'escompte et les opérations d’open market, conjointement avec les règles de mises en pension de certains actifs monétaires, sont censées réguler ce marché. Du fait d’une abondance excessive de liquidité des établissements financiers, les taux du marché peuvent devenir inférieurs aux taux de refinancement de la banque centrale. En cas de tension sur le marché monétaire, une mise à disposition de liquidité (refinancement) par la banque centrale est de nature à réguler la situation.
Lorsque (comme ce fut le cas en 2008) aucune banque ne fait plus confiance aux autres, il advient un blocage des prêts inter bancaires ou un taux de prêt trop élevé. Cette situation bloque le marché monétaire et impose des refinancements massifs par les banques centrales pour permettre aux banques commerciales d'assurer leurs besoins de monnaie centrale.

#### Limitations par la politique monétaire et réglementation financière
La création monétaire par ce procédé reste soumise à des contraintes pratiques ou réglementaires qui la maintiennent dans certaines limites :
- Les clients d'une banque réclament régulièrement de la monnaie banque centrale (retrait via un distributeur automatique de billets par exemple), une banque a donc besoin de pouvoir acheter (par cession d'obligations éligibles) à la banque centrale une quantité de billets généralement liée à la quantité de monnaie scripturale qu'elle accorde ; cette quantité est variable suivant le lieu et la période mais peut être estimée en moyenne à 13 % des crédits ;
- Des règles prudentielles sont imposées aux banques afin que les crédits qu’elles accordent ne dépassent pas différents ratios (déterminés actuellement par les règles dites de Bâle II) ; les fonds propres doivent représenter au minimum 8 % des crédits accordés, pondérés par le risque[28] ;
- La politique monétaire permet de jouer sur la quantité de crédit que les banques peuvent offrir avec profit (donc la quantité de monnaie scripturale dans leurs comptes) :
  - La banque centrale exige des banques des réserves obligatoires : plus le total des dépôts (dépôts à vue et dépôts à terme) de leurs clients est élevé, et plus il leur faut déposer de fonds à la banque centrale. En faisant varier le ratio de réserves obligatoires des établissements de crédit, la banque centrale fait varier la quantité maximale de crédits (donc de monnaie) qui peuvent être octroyés. Le ratio actuel de réserves obligatoires dans la zone euro est de 1 % des dépôts[27],
  - Les taux directeurs sont le principal outil de la politique monétaire : les établissements de crédit empruntent sur le marché interbancaire ou empruntent aux banques centrales à un taux d'intérêt défini par la banque centrale, le taux de refinancement, la monnaie banque centrale dont elles ont besoin[29]. En augmentant (respectivement en baissant) ses taux d'intérêt, la banque centrale rend plus difficile (respectivement plus facile) l'accès au refinancement pour les banques commerciales et induit un renchérissement du coût d'un crédit pour l'emprunteur (ménage ou entreprise). De ce fait, une hausse du taux d'intérêt entraîne (toutes choses égales par ailleurs) une baisse de demande de crédit. Une diminution du taux de refinancement a évidemment un effet contraire ;
- Dans certains cas les autorités peuvent aussi agir sur la quantité de crédit offerte par les banques : en exerçant une pression plus ou moins amicale, en édictant des impératifs légaux (c’était par exemple le cas en France dans le cadre des lois Debré dans les années 1960), etc.

## Autres types de création monétaire

### Création monétaire par achat de devises
Toute entrée de devises, du moment qu'elle transite par une banque, est à l'origine d'une création monétaire intérieure, et inversement toute sortie engendre une destruction.

### Monnaie alternatives ou quasi-monnaie
Les établissements de crédit ne sont pas les seuls à émettre de la monnaie fiduciaire. De la monnaie ou quasi-monnaie, en quantité proportionnellement infime et quasiment négligeable, est également émise par d'autres agents économiques.
Cette monnaie peut prendre un grand nombre de formes, scripturale ou matérialisée par un objet représentatif : bons d'achat, chèques-cadeaux, titres-restaurant, « points » comme les Nintendo Points ou les miles, la monnaie Canadian Tire, tickets de kermesse ou jetons de casinos, crédit d'heures, crédit mutuel…
Les émetteurs sont tout aussi divers : entreprises, associations, système d’échange locaux, etc.
En période de crise ou de troubles (ce fut par exemple le cas dans de nombreux pays, dont la France, après la Première Guerre mondiale), des collectivités ou des privés émettent des pièces et des billets appelés monnaie de nécessité.
L'émetteur contrôle sa monnaie et lui applique les règles qui lui semblent adaptées ; il peut en contrôler le taux de change et la convertibilité, lui donner les caractères d'une monnaie fondante, donner des droits de tirage fixe ou progressifs aux participants (capital initial « offert » aux participants de jeux en ligne…).
Lorsque la quantité de monnaie ainsi émise devient significative, les autorités exigent que l'émetteur se soumette aux régulations ordinaires des établissements de crédits, alors qu'elles peuvent être assez tolérantes pour la même activité exercée plus modestement (ce qui par exemple conduisit PayPal à s'adapter).
Les droits de tirage spéciaux (DTS) du Fonds monétaire international constituent également la monnaie qui lui sert d'unité de compte.

## Controverse autour de la création monétaire

### Risque systémique
La création monétaire, lorsqu'elle est excessive, peut poser des problèmes et augmenter le risque systémique. Ainsi, dans les années qui ont précédé la crise des subprimes, les banques américaines ont multiplié les crédits immobiliers aux emprunteurs ; entre 2000 et 2006, leurs encours ont plus que doublé, provoquant une explosion des prix de l'immobilier de 171 % entre 1997 et 2007, et finalement une bulle immobilière,. L'insolvabilité des endettés a déclenché l'éclatement de cette bulle et une crise financière entraînant une crise économique mondiale. La responsabilité de la banque centrale américaine (Fed) ne saurait être éludée puisqu'elle est responsable de la gestion quantitative des crédits, notamment par la fixation des taux d'intérêt (banque centrale).
La création monétaire par le secteur privé peut également être dommageable si l'utilisation de la monnaie créée est source d'instabilité. Il en est ainsi lorsque les banques privées procurent des fonds qui servent aux opérateurs financiers à spéculer avec effet de levier. Cette pratique peut être à l'origine de gains ou de pertes très importants. En cas de pertes, des retombées et des effets de contagion peuvent se transmettre aux banques et porter atteinte à la sphère économique réelle.

### Tendance inflationniste
Murray Rothbard, élève de Ludwig von Mises et également membre de l'école autrichienne d'économie, a dénoncé le système de réserves fractionnaires en visant particulièrement Milton Friedman, notamment dans Milton Friedman unraveled, en 1971. Il critique le processus de création de monnaie par le système de réserves fractionnaires pour ses effets inflationnistes et assimile la création de monnaie ainsi faite à de la « magie ».

### Propositions alternatives
Plus récemment, en 1999, dans La Crise mondiale aujourd'hui, Maurice Allais jugeait « inappropriée » la structure actuelle de création monétaire. Il considérait ce système instable et risqué, les engagements et les créances n'étant pas nécessairement au même horizon et le risque d'un retrait massif de liquidités par les épargnants étant toujours possible. Ainsi, selon Allais, « l'économie mondiale tout entière repose aujourd'hui sur de gigantesques pyramides de dettes, prenant appui les unes sur les autres dans un équilibre fragile ». Il appelle de ses vœux un système où la création monétaire ne relève que de l'État, dans un cadre de régime de change fixe.
James Robertson et d'autres auteurs altermondialistes souhaitent ramener le processus de création monétaire sous le contrôle de l'État et jugent que le système actuel n'est pas aligné « sur des principes de justice économique et sur les réalités de l’ère de l’information, à tel point que la confiance dans la démocratie même en est sérieusement ébranlée ». Et d'ajouter : « le fait que ces banques commerciales créent toujours ces fonds libellés en devises officielles et que cette création de monnaie génère des bénéfices revenant au privé constitue un anachronisme flagrant ». Robertson préconise également que les banques centrales soient seules créatrices de monnaie et que la monnaie créée soit affectée aux dépenses publiques. Les banques de second rang n'auraient plus la possibilité de créer de la monnaie par l'emprunt, le tout dans un système contrôlé par une banque centrale mondiale qui « devrait rendre compte aux gouvernements membres ».
La monnaie pourrait être créée par le travail de ceux qui participent à la production des « vraies valeurs », celles auxquelles tout le monde tient : éducation, santé, sécurité etc. La création monétaire n'est qu'une définition : elle peut donc être modifiée.